# Secretul casetofonului
Secretul casetofonului (titlul original: în italiană Giallo napoletano) este un film de comedie polițistă italian, realizat în 1979 de regizorul Sergio Corbucci, protagoniști fiind actorii Marcello Mastroianni, Ornella Muti, Michel Piccoli, Renato Pozzetto. Filmul este cunoscut (în engleză) și ca Atrocious Tales of Love and Death.

## Conținut
Napoli. Raffaele Capece, care șchioapătă din cauza poliomielitei contractată în copilărie, este profesor de mandolină: singur, mereu răvășit și mereu îndatorat din cauza datoriilor tatălui său, un jucător înrăit la loto. Pentru a-i plăti încă o datorie, el este chemat să facă o serenadă sub un balcon. Mai departe, Raffaele ajunge să fie implicat într-o serie de crime al căror fir comun este muzica, amintirile de război și o sumă enormă de bani.

## Distribuție
- Marcello Mastroianni – Raffaele Capece
- Ornella Muti – Lucia Navarro
- Michel Piccoli – Victor Navarro
- Renato Pozzetto – comisarul Voghera
- Peppino De Filippo – Natale Capece, tatăl lui Raffaele
- Zeudi Araya – Elizabeth, a doua soție a lui Victor
- Capucine – sora Angela
- Franco Javarone – Gregorio Sella
- Natale Tulli – Albino, omul de încredere a lui Sella
- Peppe Barra (acreditat ca Giuseppe Barra) – Giardino
- Tomas Arana – Walter Navarro, fiul lui Victor
- Elena Fiore – doamna Filomena